# Винокурова, Екатерина Владимировна
Екатери́на Влади́мировна Виноку́рова (род. 2 июня 1985, Москва) — российская журналистка и общественный деятель. Член Совета при Президенте РФ по развитию гражданского общества и правам человека (3 декабря 2018—17 ноября 2022).

## Образование
Винокурова родилась в Москве 2 июня 1985 года. В интервью она рассказывала о своих родителях-преподавателях МГУ, школе № 1253 с углублённым изучением английского и начале карьеры в 14 лет в качестве помощника бильдредактора иностранного информационного агентства. По собственному свидетельству, Винокурова заинтересовалась политикой на факультете рекламы Московского гуманитарного университета, когда в 2005 году ректорат решил направить студентов на митинги в поддержку непопулярной монетизации льгот. Тогда недовольная давлением «сверху» Винокурова нашла сообщества политической тематики в интернете и познакомилась с молодыми активистами.

## Политическая деятельность
По словам Винокуровой, в молодёжное общественно-политическое движение «Оборона» она вступила в 2005—2006 годах и параллельно стала сопредседателем молодёжного крыла Республиканской партии России.
В июле 2006 года она была задержана во время несанкционированной акции возле посольства России в Минске, на которой держала транспарант «Россия без Путина, Беларусь без Лукашенко!»; после составления протокола была отпущена и уехала в Россию. Вернувшись затем на заседание суда, она была приговорена к 10 суткам ареста. После освобождения Винокурова была депортирована и лишена права въезда на территорию Белоруссии до 2011 года.
В 2007—2008 годах она вступила в Демократическую партию России (ДПР) и стала пресс-секретарём её председателя Андрея Богданова. В более поздних интервью Винокурова утверждала, что была разочарована в «Обороне», участники которой, по её словам, жили на гранты американских фондов и не вели полезной деятельности, способствовавшей переменам. Однако в июне 2008 года она избралась в Координационный совет движения от ДПР. В ноябре того же года ДПР, партия «Гражданская сила» и Союз правых сил объединились в политическую партию «Правое дело», которую руководство «Обороны» расценило как провластную и «марионеточную», и в декабре на общем собрании из движения были исключены публично поддержавшие её активисты — Винокурова и Александр Ханукаев.
Во время выборов в Мосгордуму в 2019 году вела активную кампанию в своих социальных сетях против кандидата от «Единой России» Андрея Метельского, который баллотировался в округе № 15 в Москве. В итоге Метельский не прошёл в московский парламент.
В 2020 году посетила съезд партии Новые люди.

## Журналистика
После ухода из Демократической партии России Винокурова некоторое время занималась связями с общественностью. В 2010 года она перешла на работу рядовым сотрудником отдела новостей «Газеты.Ru», работала парламентским и кремлёвским корреспондентом и обозревателем. После увольнения главного редактора «Газеты.Ru» Светланы Лолаевой Винокурова покинула издание и возглавила новообразованный московский корреспондентский пункт екатеринбургского интернет-издания Znak.com, с которым сотрудничала с начала 2013 по 1 марта 2019 года (в дальнейшем публикуясь там в качестве колумниста). Также публиковалась в изданиях «Актуальные комментарии»), TheQuestion, «Мослента», Medialeaks, Slon.ru, журнале «Профиль» и на сайте RT.
В качестве корреспондента Znak.com Винокурова участвовала в нескольких декабрьских пресс-конференциях Владимира Путина, где отметилась высказываниями на острые темы. В 2013 году журналистка упоминала о жестоком обращении с участниками протестных акций и репрессиях в отношении оппозиционеров, в 2014 — спрашивала о зарплате главы «Роснефти» Игоря Сечина, в 2015 — о детях генерального прокурора Юрия Чайки, крупного государственного подрядчика Аркадия Ротенберга и директора холдинга «Ленинец» Анатолия Турчака и связанных с ними скандалах, в 2016 — об агрессии участников православного движения «Сорок сороков» в отношении гражданских активистов в Москве и нападении представителей Национально-освободительного движения на фотографа Давида Френкеля в Санкт-Петербурге.
После убийства Бориса Немцова в феврале 2015 года Винокурова приняла участие в составлении доклада «Путин. Война» о вмешательстве России во внутреннюю политику Украины, участии российских военных в аннексии Крыма и вооружённом конфликте на востоке Украины. Немцов начал работу над документом за несколько месяцев до смерти. Помимо Винокуровой над докладом работали Олег Кашин, Айдер Муждабаев, Илья Яшин, Леонид Мартынюк, Ольга Шорина, Альфред Кох и Сергей Алексашенко.
В сентябре 2015 года Винокурова освещала выборы в Костромскую областную думу и выборы губернатора Костромской области, проходившие в единый день голосования. Возле штаба «Открытой России», по словам Винокуровой, на неё напал неизвестный мужчина, после чего журналистка обратилась в полицию. Эти события положили начало конфликту между Винокуровой и Алексеем Навальным: как утверждала журналистка, политик не поддержал её и публично издевался.
В марте 2016 года Винокурова вступила в независимый Профсоюз журналистов и работников СМИ, созданный на базе «Медиазоны» после нападения на журналистов на границе Чечни и Ингушетии, и занималась в его структуре отношениями с органами государственной власти. По итогам 2016 года, по оценке «Медиалогии», Винокурова с публикацией «Домой!» на сайте Znak.com заняла 9-е место в рейтинге наиболее цитируемых в социальных сетях журналистов (критерием было количество «лайков» и ссылок на страницах пользователей Твиттера, «ВКонтакте», «Одноклассники» и Facebook в период с января по декабрь 2016 года).
С мая по июль 2016 года снова сотрудничала с «Газетой.Ru» в качестве колумниста и ведущей видеопроекта «Чайная Партия», где вместе с другим колумнистом Георгием Бовтом обсуждала прошедшие события в жанре сатиры.
С 1 апреля 2019 года возглавила проект «Регионы» финансируемого российскими властями иновещательного телеканала RT. Был заявлен аполитичный характер проекта, который должен будет сосредоточиться на правозащитной и социальной повестке. Покинула телеканал 5 марта 2022 года на фоне российского вторжения на Украину, пообещав заниматься гуманитарными проектами вроде помощи детям Донбасса.
Приношу извинения гражданину Волкову (иноагент) за фейк. Что не отменяет моего к нему отношения: он — лютая совершенно тварь, и моей стране не повезло, что в критический момент её истории в оппозиции у нас — вот это. Екатерина Винокурова.
В апреле 2022 года с разницей в несколько дней опубликовала посты с просьбой помочь устроиться на работу журналисткой, отказе от трудоустройства со стороны потенциальных нанимателей и о готовности завести блог, оплачиваемый читателями[значимость факта?].
С мая 2022 года — журналист ярославского регионального сайта «Ярновости», закрывшегося 5 июня 2023 года после внесения в список «иностранных агентов» в начале месяца.
С 19 июня 2023 года — специальный корреспондент, с июня 2024 года — заместитель главного редактора анонимного телеграм-канала BRIEF. The Bell относил его к сетке Ростеха, а Важные истории — к провластным telegram-каналам. Телеграм-канал отметился публикацией фейков в отношении соратника Алексея Навального Леонида Волкова (за который извиняться пришлось лично Винокуровой) и белорусского оппозиционера Сергея Тихановского, 16 августа 2024 года вместе с телеграм-каналами «Сирена» и «Незыгарь» был внесён в список «иностранных агентов», со следующего дня Винокурова прекратила работать там. В тот день Минюст вкелючил Винокурову в список иностранных агентов вместе с другими авторами телеграм-канала BRIEF, что она восприняла как «расправу» за тексты о боях в Курской области. 27 августа объявила об уходе из журналистики в микробизнес.
12 ноября 2024 года включённая в реестр иностранных агентов Екатерина Винокурова была признана Таганским районным судом города Москва виновной по статье о нарушении порядка деятельности иноагента, ей выписали штраф по 4 протоколам в 30 тысяч рублей по каждому из административных дел.

## Общественная деятельность
После парламентских выборов 2016 года вошла в состав экспертного состава комитета Государственной Думы по информационной политике, информационным технологиям и связи
Винокурова выступила одним из организаторов митинга «Против сноса Москвы, в защиту частной собственности», направленного против программы реновации жилья, инициированной мэром Москвы Сергеем Собяниным. Редакция издания The Insider отмечала, что организации этой акции сопутствовал ряд странностей. Заявка на митинг на проспекте Академика Сахарова, в подготовке которой участвовала Винокурова, была подана и согласованного ранее предусмотренного законом 15-дневного срока, из-за чего другие инициативные группы и политические силы были вынуждены договариваться с официальными организаторами (заявка была подписана муниципальными депутатами Юлией Галяминой и Еленой Русаковой и бывшим заместителем министром внутренней политики Тульской области в команде Владимира Груздева Татьяной Кособоковой), чтобы не выступить в роли «спойлеров». В организации также принимал участие Константин Калачёв, связанный с Администрацией президента политтехнолог и бывший лидер Партии любителей пива. Винокурова объяснила сотрудничество с Калачёвым потребностью в помощи из-за шантажа представителей Партии народной свободы, также планировавшей подать заявку на проведения митинга против реновации, а сам Калачёв заявил, что сам живёт в пятиэтажном доме и разделяет взгляды противников сноса. По утверждениям нескольких организаторов и представителей мэрии, митинг был задуман и согласован как неполитическая акция, однако в ходе обсуждения в числе выступавших появился Дмитрий Гудков, ещё в начале года заявивший о претензиях на мэрское кресло. По разным оценкам, в мероприятии 14 мая приняли участие от 8 до 16 тысяч человек.
В ходе митинга произошёл конфликт между несколькими организаторами мероприятия и Алексеем Навальным. Галямина предложила присутствующему на митинге Навальному с семьёй пройти в зону прессы, но по дороге к сцене его с семьёй окружили и вывели с мероприятия сотрудники полиции, к которым с соответствующей просьбой обратилась Татьяна Кособокова. Однако многие критики возложили вину за случившееся на Винокурову. Предпосылками для этого стал её твит «К сцене рвётся Навальный, не имеющий отношения к митингу. Это просто неприлично», сделанный непосредственно перед инцидентом, а также опубликованная после митинга видеозапись, на которой Винокурова в расстроенных чувствах жалуется на Навального и произносит фразу «Всё было хорошо, пока не появился Навальный». Автором записи оказался политтехнолог Вячеслав Смирнов, ближайший соратник Андрея Богданова, знакомого с Винокуровой со времени её участия в работе Демократической партии России. Позднее Винокурова и несколько других организаторов обвинили Навального и его сторонников в попытке «возглавить» акцию москвичей. После того как Навальный процитировал фразу Винокуровой «Всё было хорошо, пока не появился Навальный», она стала мемом.
В мае 2019 года, во вторую годовщину митинга по реновации, заявила, что Навальный своим тогдашним поведением сработал на застройщиков: «Он всегда защищает стройку. Для меня лично это была почти цена жизни» Также Винокурова, с связи с выборами в Мосгордуму, пожаловалась на травлю со стороны соратников оппозиционера в настоящее время. По её мнению, цель у Навального проста: «не дать выдвинуться никому, кого он не поддерживает».

Спустя неделю, в интервью изданию «Медуза», снова резко высказалась в адрес Алексея Навального. Отвечая на вопрос, повлиял ли на её приход в RT конфликт с Навальным, ответила утвердительно: (цитата) 
— Да. Я бы себе соврала, если бы сказала, что не сказался. Я понимаю, одно дело — бороться за некую новую прекрасную Россию, Россию будущего. А другое — бороться, чтобы за Россию будущего боролся [только] ты
Принимала участие в мероприятиях, организованных Общероссийским народным фронтом.
3 декабря 2018 года вошла в состав Совета при Президенте РФ по развитию гражданского общества и правам человека. О своём назначении узнала из самого указа. Вошла в состав: ПК 2 (социальным права), ПК 10 (содействие ОНК, реформе пенитенциарной системы и профилактике правонарушений), ПК 14 (избирательные права), ПК 15 (свобода информации и правам журналистов), ПК 18 (международное сотрудничество в области прав человека), мониторинговую рабочую группу на выборах и временную рабочую группу по разработке законодательства о профилактике домашнего насилия. Своими приоритетами называла реформирование системы ФСИН, декриминализация 148-й (оскорбление чувств верующих) и 282-й (экстремизм) статей УК РФ, защиту прав журналистов (к которым она относила Марию Бутину), обмен политическими заключёнными между Россией и Украиной (в первую очередь — Романа Сущенко и Кирилла Вышинского).
В обвинительное заключение по делу Ивана Сафронова были включены показания Екатерины Винокуровой, никогда не писавшей про гостайну и на военную тематику. Ознакомившим её с перепиской Сафронова с Ларишем следователям она заявила, что эти вопросы «допускают раскрытие» гостайны.

## Политические взгляды
Если бы у меня была возможность личной встречи с Путиным, хотя бы минут на 15, я бы согласилась после этой встречи просто умереть, потому что я знаю, что я бы донесла информацию, которая могла бы спасти жизни людей.
В политическом плане причисляла себя к социал-демократам.
Поддерживала Владимира Путина до начала монетизации льгот, в дальнейшем обвиняла его за аморальность элит и несправедливость в обществе.
Выступала в поддержку протестов 2011 года, в которых разочаровалась из-за неготовности оппозиционеров «быть лидерами политическими».
С 2012 года из-за неданного на фоне выборов в Координационный совет оппозиции интервью начала конфликтовать с политиком Алексеем Навальным, которого обвиняла в авторитаризме и приравнивала к Владимиру Путину.

## Критика
В марте 2013 года на съезде Общероссийского народного фронта выступила основательница детского дома семейного типа и многодетная мать Наталья Сарганова, воспитавшая 35 приёмных детей. Семья Саргановых начала заботиться о детях в 1990-х годах, в 1999 году учредила детский дом, пользовалась поддержкой местной администрации, жителей Тулы и федеральных властей. В своём выступлении Сарганова рассказала о своём опыте, поблагодарила президента за оказанную в 2011 году помощь детскому дому и призвала государство расширить поддержку многодетных семей. В твиттере Винокурова прокомментировала её выступление саркастичной фразой: «Выступает какая-то идиотка с 36 приёмными детьми (что само по себе уродство). Рыдает перед ВВП, что у неё денег мало. Ну не усыновляла бы». В ответ на резкую реакцию подписчиков Винокурова пояснила: «Мне не нравится, когда директор детского дома льёт материнские слёзы, это искажает». Мгновенно разгоревшийся скандал быстро вышел за пределы микроблога, вскоре Винокурова удалила спорную публикацию и извинилась, оправдавшись усталостью и нервным переутомлением. Позднее Винокурова также принесла Саргановой извинения в прямом эфире «Русской службы новостей».
С 2015 года подконтрольная основному акционеру Московского кредитного банка Роману Авдееву строительная компания вела работы на участке по адресу 11-я Парковая улица, 46 — неподалёку от дома Винокуровой. Стройка стала камнем преткновения между застройщиком и районными активистами, поскольку озеленённая территория бывшего детского сада служила для местных местом прогулок. В январе 2017 года Винокурова из неприязни к предпринимателю, приёмному отцу более чем 20 детей, подала на него заявление в органы опеки. В своём Telegram-канале Винокурова опубликовала следующее пояснение: «У него много приёмных детей, при этом олигарх делает незаконную стройку через улицу от меня (11-я Парковая). Если ему плевать на закон, вдруг он бьет детей?» За оценкой действий Винокуровой Телеканал 360 обратился к профессору кафедры периодической печати факультета журналистики МГУ Галине Лазутиной, которая сразу вынесла вопрос за рамки этики и охарактеризовала действия журналистки как проявление непрофессионализма.
В интервью Винокурова признавалась в дружеских отношениях с бывшими участниками «Молодой гвардии Единой России» и молодёжного политического движения «Наши» (упоминала Роберта Шлегеля и Кристину Потупчик), ряд её старых друзей работали в администрации президента. В январе 2017 года в прессу попали фотографии с 31-го дня рождения бывшего комиссара «Наших» Кристины Потупчик, на которой Винокурова и координаторы «Открытой России» веселились вместе с бывшими оппонентами. Потупчик ранее обвиняли в организации травли оппозиционных активистов и подкупе блогеров для публикации дискредитирующих оппозицию материалов, поэтому участие Винокуровой в празднике стало предметом критики среди оппозиционеров. В частности, Илья Яшин охарактеризовал Винокурову как человека без «элементарных моральных принципов»; с сарказмом о встрече высказались политтехнолог Иван Огнев, бывший глава московского отделения НБП Роман Попков, соратники Алексея Навального Георгий Албуров и Леонид Волков.
Накануне митинга против программы реновации под лозунгом «За права москвичей», запланированного на 27 мая 2017 года, его соорганизатор, член Общественной палаты Георгий Фёдоров обвинил Винокурову в участии в кампании «по дискредитации и максимальному срыву» мероприятия. Перед митингом 14 мая, одним из заявителей которого была Винокурова, журналистка была добавлена в руководство фейсбук-сообщества «Стопликсутов» для расширения аудитории агитации, и позднее также обнаружила себя в числе администраторов мероприятия, запланированного на 27 мая. Сочтя, что организаторы нового митинга спекулируют на её имени, Винокурова потребовала исключить ей из числа «организаторов», не дождалась реакции и воспользовалась функцией отмены мероприятия. По словам Фёдорова, в результате действий Винокуровой оказались удалены страницы двух мероприятий, которые активно использовались для организации митинга 27 мая.
В январе 2016 года журналист Сергей Пархоменко раскритиковал стиль работы Екатерины Винокуровой, указывая на подмену в её статьях информации от надёжных источников собственными измышлениями, назвав такую журналистику «эссеистикой».
В конце января 2019 года внимание соцсетей и ряда СМИ привлекла публикация в социальной сети Facebook члена СПЧ, правозащитницы и журналистки газеты «Московский комсомолец» Евы Меркачевой, оказавшейся недовольной тем, что на посвящённой Дате освобождения лагеря Освенцим церемонии «Много делегаций из разных стран. Российскую посадили на самые последние ряды. Стране-освободительнице показали её место?» (на первом месте сидели бывшие еврейские узники). Сама Винокурова, на церемонии не присутствовавшая, сделала репост записи коллеги с вызвавшим резонанс примечанием: «Не хочется об этом… Но на церемонии памяти освобождения Освенцима в первых рядах сидят немцы, русские на последних. И ни слова по-русски. Это все очень неправильно. Так не должно было быть, не должно». Обе публикации вызвали резонанс в социальных сетях. Руководитель центра «Холокост» и член президиума Российского еврейского конгресса Алла Ефремовна Гербер, комментируя ситуацию, подтвердила телеканалу 360°, что российская делегация и в самом деле сидела сзади, но это ничего не значит. Выступить дали только российскому и израильскому послам. По её мнению, организаторы поступили неправильно, отношение к России сейчас очень сложное, но не стоит обострять ситуацию — «Там все было более чем нормально. И посол Израиля и их премьер-министр сказали, что это именно Красная Армия, советская армия освободила Освенцим. В этом смысле все было нормально». Главный Военный раввин России полковник Аарон Юрьевич Гуревич считает, «что главу делегации РФ уместно было бы разместить среди прочих видных политических деятелей разных стран».

## Награды
В апреле 2015 года Винокурова стала одним из 300 лауреатов премии «Правда и справедливость», учреждённой Фондом поддержки независимых региональных и местных средств массовой информации, ранее созданным Общероссийским народным фронтом. Денежную премию в 300 тысяч рублей Винокурова планировала направить на благотворительность, как выразилась она сама, на «сельскую медицину».